# Fuggerei

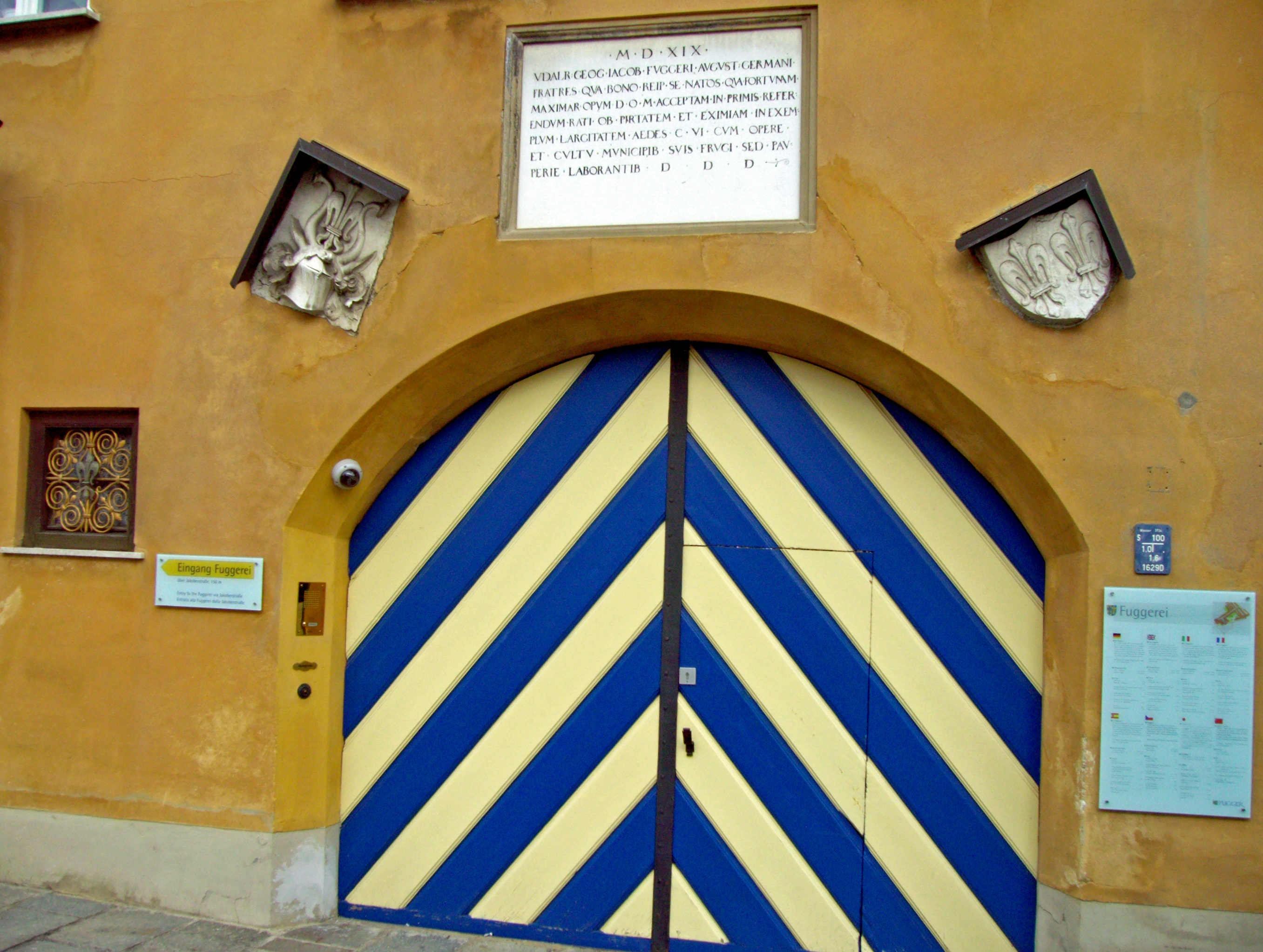
Porta lateral de Fuggerei

Fuggerei és el complex d'allotjament social més vell del món mantingut encara en ús fins avui. És un enclavament emmurallat dins de la ciutat d'Augsburg, Bavaria. Pren el nom de la família Fugger i va ser fundat el 1516 per Jakob Fugger (conegut també com a "Jakob Fugger el Ric") que va ser qui va decidir l'emplaçament d'aquest lloc on podien anar viure els ciutadans més necessitats d'Augsburg. Cap al 1523, s'havien construït ja 52 cases, i en els anys següents l'àrea es va expandir amb diversos carrers, places petites i una església. Les portes van ser tancades amb clau a la nit, així que el Fuggerei era, en el seu dret propi, molt similar a una ciutat medieval independent petita. És encara habitat avui, permetent-se'l l'estatus de ser el projecte d'allotjament social més vell del món.

## Descripció
El lloguer era i és encara un Rheinischer Gulden per any (equivalent a 0.88 euros), així com tres oracions diàries pels propietaris actuals del Fuggerei — l'oració del Senyor, Hail Mary, i el Nicene Credo. Les condicions per viure allà són iguals que fa 480 anys: haver viscut com a mínim dos anys dins Augsburg, ser de la fe catòlica i haver esdevingut indigent sense deute. Les cinc portes són encara tancades amb clau cada dia a les 10 de la nit.

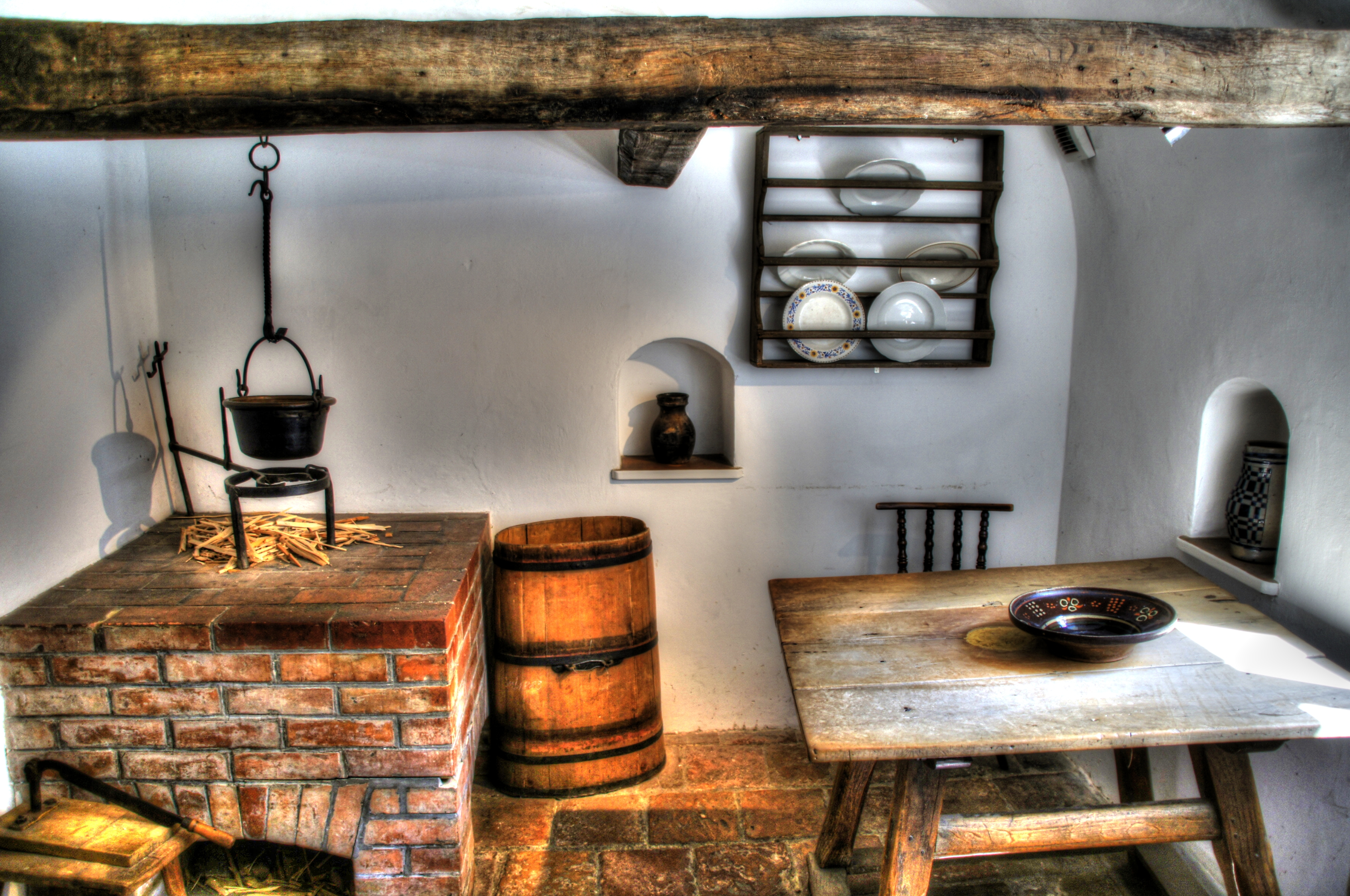
Cuina antiga de Fuggerei en exposició

Alberga cases adossades que ocupen una àrea de 45 a 65 metres quadrats (500–700 peu quadrat) cada apartament, però perquè cada una té la seva entrada de carrer pròpia simulant viure en una casa. No hi ha allotjament compartit, i cada família té el seu apartament propi, el qual inclou cuina, un parlour, un dormitori i una habitació de més minúscula, en total són aproximadament 60 metres quadrats. Els apartaments a nivell de carrer tenen un jardí petit, mentre que els apartaments de pis superior tenen un àtic. Tots els apartaments tenen comoditats modernes com televisor i aigua corrent. Un dels apartaments a nivell de carrer està inhabitat, ja que serveix de museu obert al públic. Les campanetes de porta tenen formes elaborades, cada una única, datades en anys abans fins i tot que la instal·lació de la il·luminació del carrer quan els residents podien identificar la seva porta pel so del mànec a les fosques.

## Història
La família Fugger inicialment havia fet fortuna en el tèxtil i el marxandatge. Jakob el Ric va expandir els seus interessos cap a la plata minera i comerciant amb Venècia. A més, v ser un gran financer i va comptar amb el Vaticà com a client notable. La família va esdevenir valedora financera de la família dels Habsburg i ell va finançar l'exitosa elecció de Charles V com a Emperador del Sacre Imperi Romanogermànic el 1519.

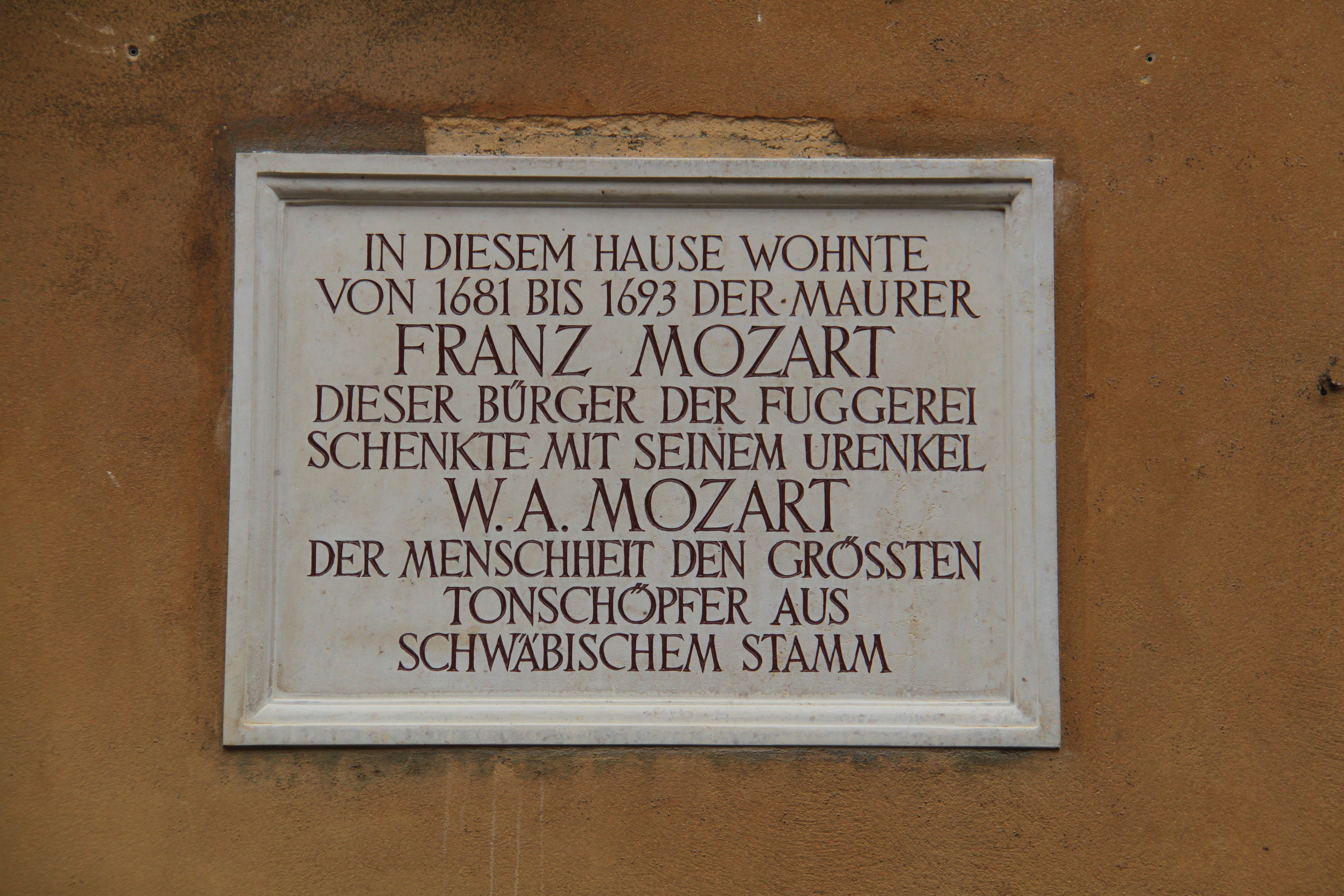
Placa en record de Franz Mozart a la seva casa de Fuggerei

Fuggerei va iniciar la construcció entre 1514 i 1523 sota la supervisió de l'arquitecte Thomas Krebs, i el 1582 Hans Holl va afegir la St. Mark's Church, l'església de l'assentament. Cap al 1880 i 1938 es va expandir més la seva construcció, i actualment Fuggerei comprèn 67 cases amb 147 apartaments, un pou, i un edifici administratiu.
Franz Mozart, el besavi maçó de Wolfgang Amadeus Mozart, va viure a Fuggerei entre 1681 i 1694, i és commemorat amb una placa de pedra.
Fuggerei va ser durament danyat durant els bombardejos a Augsburg en la Segona Guerra Mundial, però es va reconstruir seguint el seu estil original.

## Manteniment
El Fuggerei rep el suport econòmic a través del fideïcomís benèfic, la qual es va establir el 1520 per Jakob Fugger amb un dipòsit inicial de 10.000 florins. Segons el Wall Street Journal, la confiança ha estat curosament dirigida amb també explotacions forestals, de les quals la família Fugger va veure's afavorida des del segle xvii després de perdre diners en inversions lucratives massa altes. El retorn anual en la confiança ha variat d'una ràting d'inflació de 0,5% al 2%. Actualment el fideïcomís és administrat per Wolf-Dietrich Graf von Hundt.
El 2011, el cost per una visita turística a Fuggerei era de 4.00 euros, quatre vegades més que el lloguer anual dels seus apartaments.
- St. Mark's Church i Herrengasse
- Herrengasse des del sud
- Mittlere Gasse
- Inside church